# Prince of Wales Theatre
Le Prince of Wales Theatre est un théâtre londonien situé sur Coventry Street dans la cité de Westminster. Construit en janvier 1884, il est restauré en 1937 et rénové en 2004 par Cameron Mackintosh, son propriétaire actuel. Ce théâtre ne doit pas être confondu avec celui situé Charlotte Street connu sous le nom de Prince of Wales Royal Theatre ou Prince of Wales's Theatre.

## Histoire
Le Prince's Theatre fut le premier théâtre construit à l'emplacement de l'actuel Prince of Wales Theatre, en janvier 1884. Il s'agissait d'un théâtre classique à trois niveaux accommodant un peu plus de 1 000 spectateurs. Le théâtre fut renommé Prince of Wales Theatre en 1886 en l'honneur du futur roi Édouard VII. Situé entre Piccadilly Circus et Leicester Square, le théâtre est idéalement situé pour attirer les amateurs.
Après 50 ans, le théâtre est démoli. Le nouveau théâtre au style Art déco ouvre le 27 octobre 1937. Il possède environ 1 100 places assises, avec une scène étendue, et des meilleurs équipements pour les artistes et le public, dont un bar de 14 mètres de long.

## Productions notables
- It's Magic (10 décembre 1980 – 6 février 1982)
- South Pacific (20 janvier 1988 – 14 janvier 1989)
- Aspects of Love (17 avril 1989 – 20 juin 1992)
- Annie Get Your Gun (novembre – décembre 1992)
- Copacabana (23 juin 1994 – 9 septembre 1996)
- Smokey Joe's Cafe (23 octobre 1996 – 3 octobre 1998)
- West Side Story (janvier 1999 – septembre 1999)
- Rent (novembre 1999 – janvier 2000)
- Fosse (8 février 2000 – 6 janvier 2001)
- The Witches of Eastwick (23 mars 2001 – 27 octobre 2001)
- The Full Monty (mars 2002 – octobre 2002)
- Rent (octobre 2002 – mars 2003)
- Cliff (mars 2003 – juin 2003)
- Mamma Mia! (9 juin 2004 – 1er septembre 2012) – transféré au Novello Theatre
- Let It Be  (14 septembre 2012 – 19 janvier 2013) – transféré au Savoy Theatre
- The Book of Mormon (à partir du 25 février 2013)

## Liens
- Prince of Wales Theatre